# Samuel Gonçalves
Samuel Gonçalves es un deportista brasileño que compitió en vela en la clase Star. Ganó dos medallas en el Campeonato Mundial de Star, oro en 2015 y plata en 2017, y una medalla de plata en el Campeonato Europeo de Star de 2018.

## Palmarés internacional
| Campeonato Mundial | Campeonato Mundial     | Campeonato Mundial | Campeonato Mundial |
| Año                | Lugar                  | Medalla            | Clase              |
| ------------------ | ---------------------- | ------------------ | ------------------ |
| 2015               | San Isidro (Argentina) | Medalla de oro     | Star               |
| 2017               | Troense (Dinamarca)    | Medalla de plata   | Star               |
| Campeonato Europeo |                        |                    |                    |
| Año                | Lugar                  | Medalla            | Clase              |
| 2018               | Flensburgo (Alemania)  | Medalla de plata   | Star               |

1. ↑  En algunas ediciones del Campeonato Europeo se permitió la participación de regatistas de otros continentes.